# Тяжёлые крейсера типа «Орегон-Сити»
Тяжёлые крейсера типа «Орегон-Сити» — тип тяжёлых крейсеров флота США времён Второй мировой войны. Всего было заказано 8 единиц, до конца войны успели заложить 6, в итоге построено 4 единицы: «Орегон-Сити» (CA-122 Oregon City), «Олбани» (CA-123 Albany), «Рочестер» (CA-124 Rochester), «Норхэмптон» (CA-125 Northampton).
Представляли собой усовершенствованный вариант крейсеров типа «Балтимор».

## История создания
Эти корабли были модификацией типа «Балтимор». «Орегон Сити» внешне отличался от предшественников одной широкой трубой вместо двух. Внутренние изменения сводились к минимуму. Более просторный корпус и изначальная ориентация на усиленное зенитное вооружение способствовали дальнейшим улучшениям и модернизациям. В то время как представители довоенных типов к концу войны всё глубже и глубже оседали в воду, потяжелев на несколько сотен (где-то даже и тысяч) тонн, последняя серия даже имела недогрузку. Предпринятые изменения касались уменьшения верхнего веса и улучшения разделения на отсеки. Имели внутреннюю компоновку аналогичную лёгким крейсерам «Фарго».

## Служба
«Орегон-Сити» — заложен 8 апреля 1944 г., спущен 9 июня 1945 г., вошёл в строй 16 февраля 1946 г.
Крейсер не участвовал в боевых действиях. Некоторое время был флагманом 3 флота, но уже 15 декабря 1947 года его вывели в резерв. Там он пребывал последующие 23 года. 1 ноября 1970 года крейсер исключили из списков флота и продали на слом.
«Олбани» — заложен 6 марта 1944 г., спущен 30 июня 1945 г., вошёл в строй 11 июня 1946 г.
Крейсер не успел на Вторую мировую войну. В 1958 году был поставлен на переоборудование и 3 ноября 1962 года вновь вступил в строй как ракетный крейсер CG-10. Вся артиллерия была снята и заменена на спаренные ПУ ЗРК «Талос» и «Терьер» (по две). Вооружение дополняли ПУ ASROC и две универсальных одноорудийных установки Мк-30 калибра 76 мм. Был исключён из списков флота 29 августа 1980 года и продан на слом.
«Рочестер» — заложен 29 мая 1944 г., спущен 28 августа 1945 г., вошёл в строй 20 декабря 1946 г.
Крейсер участвовал в Корейской войне в качестве корабля артиллерийской поддержки. 15 ноября 1961 года был выведен в резерв, исключён из списков флота 1 октября 1973 года и продан на слом.
«Норхэмптон» — заложен 31 августа 1944 г., спущен 27 января 1951 г., вошёл в строй 7 марта 1953 г.
Сразу после окончания войны работы на крейсере были приостановлены. В дальнейшем был достроен как корабль управления CLC-1. Исключён из списков флота в феврале 1970 года.